# Tara Thaller
Tara Thaller (rođ. Filipović) (Zagreb, 1998.), hrvatska je glumica, pjevačica i kantautorica.

## Osobni život
Udala se 2021. godine za bosanskohercegovačkog glumca i glazbenika Farisa Pinju. 
Razvela se 2023. godine nakon što je u braku provela godinu i pol.

## Filmografija

### Filmske uloge
- "Saint of the Impossible" kao Kirstin (2020.)[5]
- "Moj dida je pao s Marsa" kao medicinska sestra (2019.)
- "Ibiza" kao Leo Fan (2018.)[6]
- "Ljubav ili smrt" kao Zagonetna djevojka (2014.)[7]

### Televizijske uloge
- "Ko te šiša" kao Anja (2019.)[8]
- "Pogrešan čovjek" kao mlada Lea Kalember (2018. – 2019.)[9]
- "Uspjeh" kao Blanka (2019.)[10][11]
- "Čuvar dvorca" kao Mirna Dozet (2017.)

### Sinkronizacija[12]
- "Cvrčak i Mravica" kao Antoneta (2023.)
- "Raya i posljednji zmaj" kao Raya (2021.)[13][14]
- "Frka" kao Zoe Bell (2019.)[15][16]
- "Soy Luna" kao Jimena "Jim" Medina (prvih 10 epizoda) (2018.)

## Vanjske poveznice
- Tara Thaller u internetskoj bazi filmova IMDb-u (engl.)